# Cervelleite
La cervelleite (simbolo IMA: Cvl) è un minerale del gruppo dell'acantite appartenente alla famiglia minerale dei "solfuri e solfosali" con composizione chimica Ag4TeS.
Il minerale è l'analogo del tellurio dell'aguilarite.

## Etimologia e storia
La cervelleite è stata chiamata in questo modo in onore del mineralogista francese Bernard Cervelle, professore all'Università di Parigi ed ex presidente della Commissione sulla mineralogia dei minerali dell'IMA, per i suoi "contributi alla mineralogia dei minerali, alla microscopio-fotometria e allo sviluppo della microscopia quantitativa dei minerali".

## Classificazione
Nella classica nona edizione della sistematica dei minerali di Strunz, aggiornata dall'Associazione Mineralogica Internazionale (IMA) fino al 2009, la cervelleite è elencata nella classe "2. Solfuri e solfosali" e nella sottoclasse "2.B Solfuri metallici, M: S > 1: 1 (principalmente 2: 1)"; questa viene suddivisa a sua volta in base all'eventuale presenza di alcuni metalli, in modo da trovare la cervelleite nella sezione "2.BA Con Cu, Ag, Au" dove è l'unico membro del sistema nº 2.BA.30.d.
Tale classificazione rimane pressoché invariata anche nell'edizione successiva, proseguita dal database "mindat.org" e chiamata Classificazione Strunz-mindat, solo che qui il minerale si trova nella sezione 2.BA.60 insieme a chenguodaite e hessite.
Anche nella Sistematica dei lapis (Lapis-Systematik) di Stefan Weiß la cervelleite si trova nella classe dei "solfuri e solfosali" e nella sottoclasse dei "solfuri, seleniuri e tellururi con rapporto metallo: S,Se,Te > 1:1"; qui il minerale è nella sezione dei "solfuri, seleniuri e tellururi con prevalenza di rame e argento/oro" dove insieme ad acantite, naumannite, hessite, aguilarite, tsnigriite, stützite, chenguodaite ed empressite forma il sistema nº II/B.05.
La classificazione dei minerali secondo Dana, usata principalmente nel mondo anglosassone, elenca la cervelleite nella classe dei "solfuri e solfosali" e nella sottoclasse dei "minerali solfuri"; qui è inclusa nella sezione dei "solfuri - inclusi seleniuri e tellururi dove AmBnXp, con (m+n):p=2:1" dove forma il sistema nº 02.04.02 insieme a hessite.

## Abito cristallino
La cervelleite cristallizza nel sistema monoclino con il gruppo spaziale P21/n con le costanti di reticolo a = 4,2696(4) Å, b = 6,9761(5) Å, c = 8,0423(7) Å e β = 100,332(6)°, oltre a 4 unità di formula per cella unitaria.
Originariamente si pensava che il minerale avesse sistema cubico con parametro reticolare a = 14,03(1) Å.

## Origine e giacitura
La cervelleite è stata trovata nei riempimenti di fratture in vitrofiriche di riolite altamente alterata in un deposito idrotermale di oro-tellurio; qui era in paragenesi con argento, acantite, hessite, benleonardite, pirite, sfalerite, dolomite e quarzo.
La cervelleite ha come località tipo la miniera di "Bambollita" a Moctezuma (Messico).
Altri luoghi di ritrovamento, solo per citarne alcuni, sono: Suomussalmi (in Finlandia); Tino, Eubea ed Evros (Grecia); Janowice Wielkie (Polonia); Grums (Svezia); Tujetsch (Canton Grigioni, Svizzera).
Fuori dall'Europa si ricordano: diverse contee statunitensi, coma la contea di Cochise e quella di Boulder; alcuni krai, regioni e oblast' russi, come l'oblast' di Irkutsk e il territorio della Transbajkalia; Shimoda (in Giappone); nel fiordo di Arsuk (Groenlandia); diverse regioni della Cina, come lo Hubei, il Liaoning e il Shandong.

## Forma in cui si presenta in natura
La cervelleite si presenta come sottili orli di 30 µm che circondano l'acantite nell'hessite oppure come inclusioni vermiformi in hessite, anche intercalate con benleonardite. Il minerale ha colore che va dal grigio scuro al nero, che vira dal blu al verde pallido alla luce riflessa, e possiede lucentezza metallica.